# Wie der Vater, so der Sohn
Wie der Vater, so der Sohn (englischer Originaltitel: Like Father, Like Son) ist eine US-amerikanische Filmkomödie aus dem Jahr 1987.

## Handlung
Der Archäologe Earl humpelt schwer verletzt durch die Wüste und steht kurz vor dem Zusammenbruch, als er gerade noch von einem Indianer gerettet werden kann. Dieser sieht Earls schwere tiefe Schnittwunde am Schienbein und schultert Earl auf, um ihn zu seinem Stamm zu bringe. Vor Schmerzen kann Earl allerdings kaum reden und steht kurz vor dem Tod, sodass ein „Serum“ nach uraltem Rezept gebraut wird, damit er seinen Verstand mit dem des ihn rettenden Indianers tauscht. Der Indianer verbringt während der Operation die Zeit in Earls Körper, während dieser seinen Geist im Körper des Indianers ausruht. Begeistert von diesem Zauber nimmt er einige Proben des Serums mit und vervielfältigt diese.
Dr. Jack Hammond ist der alleinerziehende Vater seines Sohnes Chris Hammond und will für ihn nur das Beste. Der hochqualifizierte Kardiologe bemüht sich um die Stelle des Chefarztes in seinem Krankenhaus und möchte, dass sein Sohn ebenfalls Medizin studiert. Jack ordnet alles seiner Karriere unter. So hat er keine Skrupel, Menschen ohne Krankenversicherung abzuweisen oder mit der Frau seines Chefs zu flirten. Chris hingegen kann nicht einmal tote Tiere aufschneiden, sich im Unterricht konzentrieren oder auch nur halbwegs selbstsicher seinen heimlichen Schwarm Lori ansprechen. Er ist ein Teenager, der lieber lebe, anstatt zu arbeiten.
Sein bester Freund Trigger erzählt Chris, dass sein Onkel Earl ein Gehirntransferierumsserum hat, doch der hält dies für Blödsinn und glaubt ihm nicht. Da Trigger ihn allerdings davon überzeugen will, dass es das Serum wirklich gibt, zweigt er etwas davon ab und schmuggelt es zu Chris in einer Tabasco-Flasche. Unerwartet kommt allerdings Jack nach Hause und Trigger muss die Flasche schnell verstecken. Als Jack sich anschließend eine Bloody Mary mixt, nimmt er zufälliges dieses Fläschchen dazu, wodurch er und Chris die Körper tauschen. Beide sind entsetzt und wissen erst gar nichts mit der Situation anzufangen. Trigger verspricht sich darum zu kümmern und seinen Onkel Earl zu kontaktieren. Doch dieser ist längst abgereist und unerreichbar. Während Jack noch überlegt, wie er seine Situation am besten meistern sollte, nutzt Chris diese und nimmt sich die Kreditkarte seines Vaters, um sich neben teurer Kleidung auch teure Partys leisten zu können. Nur Frauen kann er sich wegen seiner kindlich-unsicheren Art nicht leisten.
Als Jack am nächsten Morgen feststellt, was sein Sohn in seinem Körper gemacht hat, gibt er ihm Hausarrest, lässt sich im Krankenhaus krankmelden und beschließt die Geschicke seines Sohnes, um eine erfolgreiche Collegebewerbung, selbst in die Hand zu nehmen. Mit seinem Jaguar fährt er zur Schule und beeindruckt dabei nicht nur seine Mitschüler, sondern bringt auch seine Lehrer durch seinen Intellekt zum Staunen. Doch leider übertreibt er es und ruiniert dabei nicht nur den Ruf seines Sohnes und wird zum Streber, er schafft es auch, es mit Chris heimlichen Schwarm Lori zu verscherzen, das wichtige Meisterschaftsrennen im Staffellauf in der Schülerriege zu verlieren und von Rick Anderson verprügelt zu werden. Auch Chris hat kein Glück mit dem Leben seines Vaters. Nicht nur, dass er niemals Arzt werden will, er muss auch mit kranken und sterbenden Menschen auseinandersetzen. Er schläft fast mit der Frau seines Chefs und verdirbt so seinem Vater die Möglichkeit, Chefarzt werden zu können.
Nachdem beide mitbekommen, wie ihr jeweils anderes Leben nahezu zerstört wurde, gehen sie sich fast an den Hals, doch Trigger hat inzwischen seinen Onkel Earl gefunden, der mit ihnen gemeinsam nach einer Wurzel in der Wüste sucht, um das Gegenmittel zu brauen. Doch, nachdem sie sie gefunden haben, funktioniert das Gegenmittel nicht. Also müssen sie vorerst das Leben des anderen auf die richtigen Bahnen bringen. So versucht Jack bei einem Bewerbungsgespräch mit einer Uni den richtigen Studienplatz zu bekommen, während Chris sich noch um den Chefarztposten bewerben und kämpfen will. Doch genau in diesem Moment setzt das Gegenmittel ein und beide werden zurück in ihre Körper transferiert. Während Chris sein Studienplatzangebot sausen lässt und zu seinem Vater eilt, um ihn bei der Bewerbung zu helfen, lässt dieser es sein, da er für sich erkannt hat, dass nicht Karriere für ihn wichtig ist, sondern vielmehr sein Sohn.

## Produktion
- Die John Marshall High School in Los Angeles diente als Drehort für die Schulszenen. Bereits Pretty in Pink wurde in derselben Schule gedreht. Ebenfalls dienten die Mojave-Wüste und der Joshua-Tree-Nationalpark als Sets für die Außenszenen.
- Jack Starrett spielte bereits 1965 im gleichnamigen Drama Like Father, Like Son einen Charakter namens Coach Jennings.
- Die Spezialeffekte steuerte John Frazier bei.

## Kritik
Rotten Tomatoes verzeichnete, dass lediglich 36 % von 8,421 Zuschauern den Film positiv bewerteten. Dies wiederum wird von der Internet Movie Database, einer Plattform, auf der normale User ihre Filmkritiken abgeben können, bestätigt, denn dort vergaben 2258 User dem Film nur 4,7 von 10 möglichen Punkten.
Caryn James befand in der New York Times, dass es einfacher zu glauben sei, dass es dieses indianische Serum gäbe, als dass jemand diesen Film gemacht hätte („It's easier to believe such a potion exists than to imagine anyone could make this movie live“). Ebenfalls müsse man, bevor man den Film überhaupt genießen könne, jede Menge Verwirrungen und Albernheiten ignorieren („To enjoy this movie, you have to overlook a lot of irritations that get in the way of the genuine silliness.“).
Roger Ebert verzweifelte in der Chicago Sun-Times, denn Wie der Vater, so der Sohn sei eine der hoffnungslosesten Komödien, die er je gesehen hätte, was ihn allerdings nicht wunderte, denn die Voraussetzungen für den Film stimmten einfach nicht (“‘Like Father Like Son’ is one of the most desperate comedies I’ve ever seen, and no wonder. The movie’s premise doesn’t work”). Wäre der Film wenigstens lustig gewesen, so hätte ihn auch die idiotische Handlung nicht gestört („Actually, if the movie were funny, the Idiot Plot wouldn't matter“). Ebenfalls ärgerte er sich über die Unfähigkeit des Regisseurs, der es einfach nicht schaffe, eine lustige Szene zu inszenieren oder wenigstens vernünftig zu Ende zu bringen („The ineptness of director Rod Daniel is sort of stunning. Look at the way he sets up one scene after another and then can't find the laugh, the punch line, or even the end of the scene“).
Das Lexikon des internationalen Films bezeichnete Wie der Vater, so der Sohn als ein „wenig komisches Gemisch aus Schulklamotte und Krankenhauskomödie“, er sei „klischeehaft und nicht immer geschmackvoll“.
Die Frankfurter Allgemeine Zeitung meinte, dass der Film aus einem „Schwall komischer Situationen [bestehe], die Regisseur Rod Daniel mit viel Schwung und Spaß an Überraschungseffekten in Szene gesetzt hat“. Allerdings wurde der Film auch kritisiert, denn der Regisseur „läßt die beiden Akteure in ein Feuerwerk des Grimassierens und wilden Gestikulierens geraten, dem überdeutlich anzusehen ist, daß das filmische Thema bloß als Vehikel für boulevardhaften Klamauk dient.“

## Veröffentlichung
Der Film kam am 2. Oktober 1987 in die US-Kinos und konnte bereits an seinem Startwochenende 7,1 Mio. US-Dollar einspielen. Insgesamt kommt der Film auf ein gesamtes Einspielergebnis von 34,3 Mio. US-Dollar, womit er unter der den Filmen, die nach dem Motiv des Rollentauschs geschrieben wurden, Platz 7 der erfolgreichsten Filme belegt. Mit Big, der im Sommer 1988 erschien, wurde die erfolgreichste Rollentauschkomödie veröffentlicht.
In Westdeutschland erschien der Film am 25. Februar 1988 in die Kinos und konnte 353.121 Zuschauer in die Kinos locken, wodurch er fast 100.000 mehr Kinobesucher hatte als der thematisch gleiche Film Endlich wieder 18. Im April 2004 wurde der Film erstmals auf DVD veröffentlicht.